# Рослые
Рослые (бел. Ро́слыя) — деревня в Городокском районе Витебской области Белоруссии. Входит в состав Бычихинского сельсовета.
Находится примерно в 3 верстах к востоку от более крупной деревни Меховое.

## Население
- 1999 год — 33 человека
- 2010 год — 17 человек [4]
- 2019 год — 5 человек[1]